# Cordicollis
Cordicollis is een geslacht van kevers van de familie snoerhalskevers (Anthicidae).

## Soorten
- C. baicalicus Mulsant & Rey, 1866
- C. caucasicus Pic, 1893
- C. claviger (Uhmann, 1990)
- C. gracilior Abeille de Perrin, 1885
- C. gracilis Panzer, 1797
- C. instabilis (Schmidt, 1842)
- C. litoralis Wollaston, 1854
- C. notoxoides Wollaston, 1864
- C. opaculus Wollaston, 1864
- C. plagiostolus (Bonadona, 1958)
- C. posticus Motschulsky, 1849
- C. rufescens J. Müller, 1908
- C. turca De Marseul, 1879